# Shin'ichi Fujimura
Pour les articles homonymes, voir Fujimura.
Shin'ichi Fujimura (藤村 新一, Fujimura Shin'ichi), né le 4 mai 1950 à Kami préfecture de Miyagi, est un archéologue japonais ayant réalisé d'importantes fraudes scientifiques avant d'être confondu en 2000.

## Biographie
En 1972, alors qu'il travaille dans une manufacture, Fujimura commence à étudier l'archéologie en autodidacte et à rechercher des vestiges préhistoriques au Japon. Il acquiert une excellente réputation lorsqu'il découvre en 1981 les plus anciens fragments de céramique jamais découverts au Japon, dans un niveau datant de 40 000 ans avant le présent.
Au cours des années, il participe à environ 180 fouilles archéologiques dans tout le Japon et donne l'impression de faire des découvertes souvent très importantes et toujours plus anciennes. Pour son habileté ou sa chance, il est bientôt surnommé « la main de Dieu » ou « le divin excavateur ». Ses découvertes sont reprises dans les manuels et les publications de nombreux archéologues. Son excellente réputation réduit au silence les éventuelles critiques. Il est nommé directeur adjoint de l'Institut paléolithique de Tohoku.
Le 22 octobre 2000, Fujimura et son équipe annoncent une trouvaille importante dans le site de Kamitakamori, près de Kurihara dans la préfecture de Miyagi. Les pièces mises au jour auraient 570 000 ans. Il s'agit notamment de bifaces contenus dans des fosses et de vestiges d'habitations.
Cependant, le 5 novembre 2000, le quotidien Mainichi Shinbun publie des photographies de Fujimura en train de creuser des trous et d'enterrer les vestiges que son équipe allait découvrir un peu plus tard. Les photos avaient été prises à l'insu du chercheur, un jour avant que la trouvaille soit annoncée, par une équipe de journalistes qui avait « eu vent de rumeurs qui mettaient en cause la véracité de ses découvertes antérieures » et le suivait depuis six mois.
Fujimura passe aux aveux le jour même dans une conférence de presse. Il admet avoir voulu qu'on le reconnaisse comme la personne ayant trouvé les vestiges lithiques les plus anciens du Japon. Il reconnaît avoir enfoui des objets façonnés provenant de sa propre collection dans des couches très anciennes. Il est immédiatement démis de ses fonctions à l'Institut de Tohoku, lequel a fermé ses portes en 2004 ; il aurait changé de nom et refait sa vie.
Fujimura ne reconnaît avoir fraudé que dans deux sites : il a enfoui 61 des 65 vestiges de Kamitakamori et, quelques mois plus tôt, 29 outils du site de Soshin Fudozaka, préfecture de Hokkaido. Cependant, cette fraude scientifique jette un doute sur tous les travaux auxquels il a participé auparavant. La révélation affecte également les travaux d'autres archéologues au Japon et à l'étranger, basés sur les mêmes résultats – comme ceux de Mitsuo Kagawa de l'Université de Beppu qui finit par se suicider en 2001 en signe de protestation.